# 이흘라바구

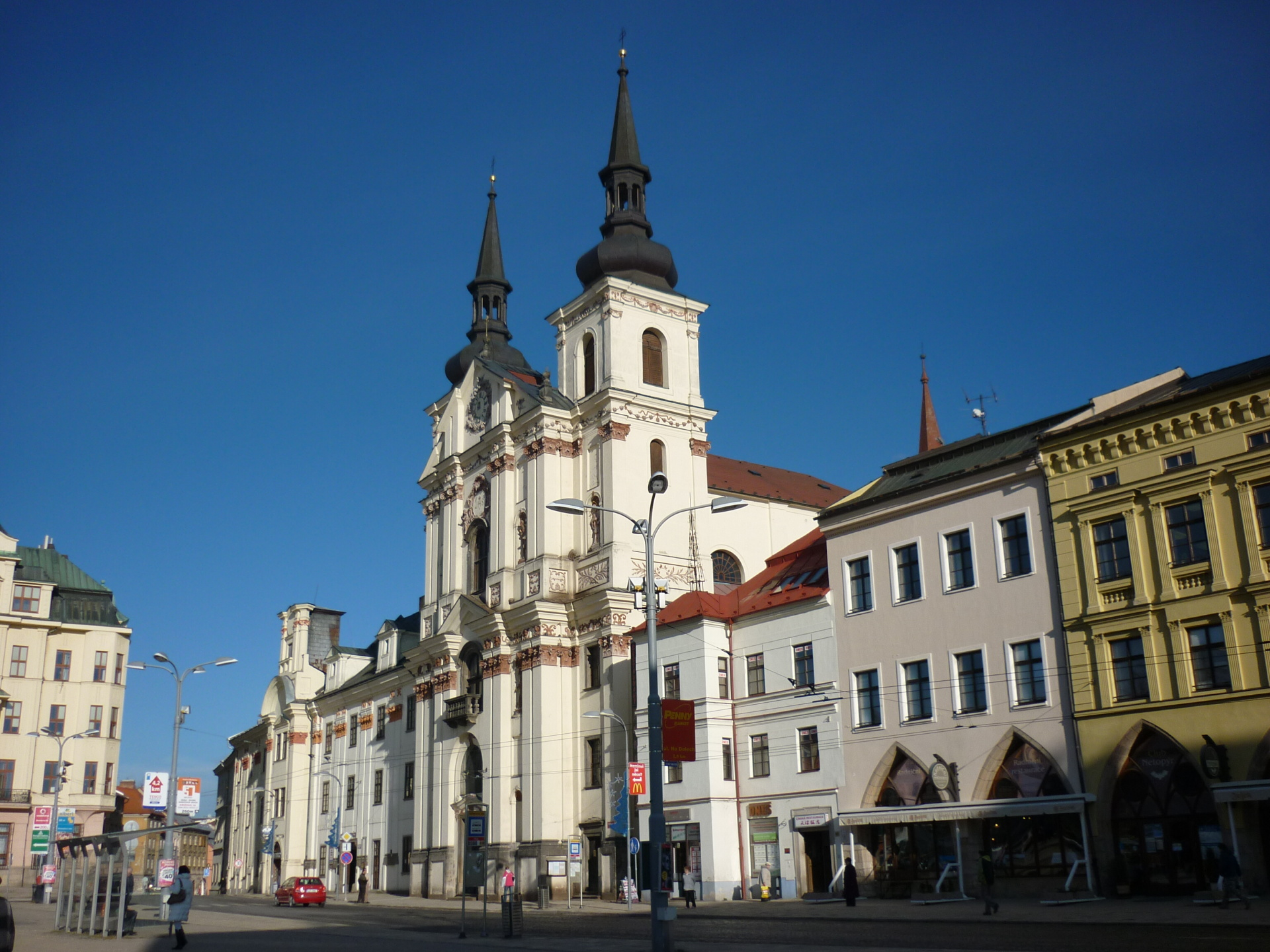
이흘라바구의 행정 중심지인 이흘라바

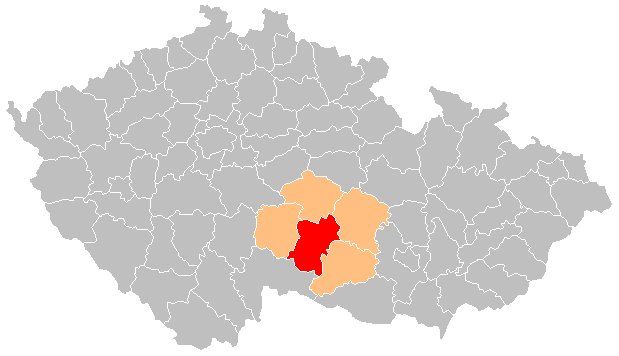
이흘라바구의 위치

이흘라바구(체코어: Okres Jihlava)는 체코 비소치나주를 구성하는 5개 구 가운데 하나로 행정 중심지는 이흘라바이며 면적은 1,199.32km2, 인구는 113,153명(2019년 1월 1일 기준), 인구 밀도는 94명/km2이다.
비소치나주 남부에 위치하며 123개 지방 자치체(14개 시, 109개 마을)를 관할한다. 비소치나주 하블리치쿠프브로트구, 주댜르나트사자보우구, 트르제비치구, 남보헤미아주 인드르지후프흐라데츠구와 접한다.